# Scambio di popolazione tra Germania nazista e Unione Sovietica
Lo scambio di popolazione tra Germania nazista e Unione Sovietica consistette in una serie di trasferimenti di popolazione di etnia tedesca e russa avvenuti tra il 1939 ed il 1941, nel rispetto dell'accordo del Trattato tedesco-sovietico di amicizia, Cooperazione e delimitazione.

## Concezione
Con la colonizzazione apportata ad est del Sacro Romano Impero, avvenuto tra il XII e il XVIII secolo, durante il Drang nach Osten (che comprende anche la Colonizzazione dell'Est, Ostsiedlung), per secoli centinaia di migliaia di persone di etnia tedesca vissero fuori dai confini della Germania, soprattutto in Europa centrale ed orientale.
Uno dei principali obiettivi del nazionalsocialismo fu quello di unire tutti i popoli di lingua tedesca in un unico territorio, elevando a prospettiva di governo il concetto di Lebensraum, trasposto in geopolitica da Karl Haushofer, con l'obiettivo di acquisire nuovi territori ad est del territorio tedesco, in modo da garantire uno sfogo all'eccedenza demografica del popolo tedesco e di riunire alla madrepatria i coloni sparsi per tutto l'est europeo da secoli.
Questo progetto rientrava quindi nel grande piano di rifondazione europea ideato da Hitler, il Nuovo Ordine (Neue Ordnung).

## Basi giuridiche

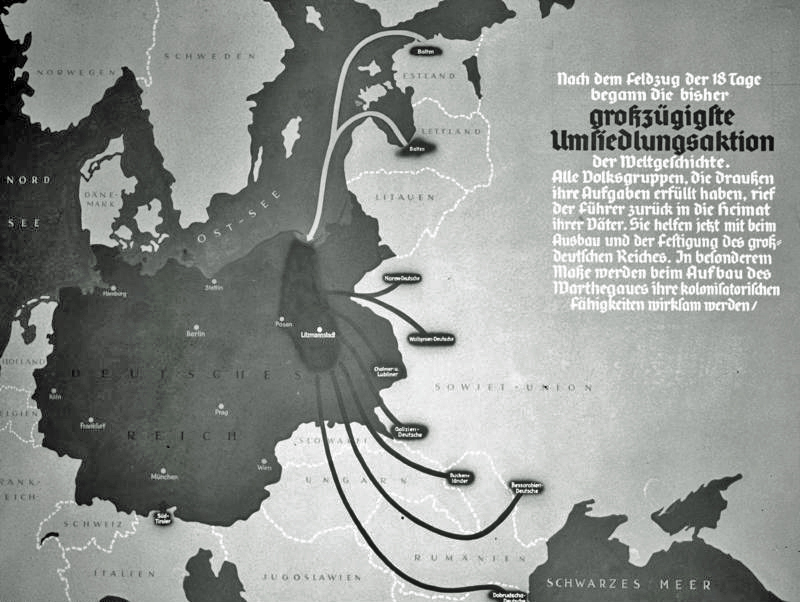
Mappa che mostra il trasferimento di Volksdeutschen durante l'operazione Heim ins Reich.

Nell'agosto del 1939 Hitler inviò il ministro degli esteri Joachim von Ribbentrop a Mosca, per organizzare un patto di non aggressione con l'Unione Sovietica, poi siglato con il corrispettivo russo Vjačeslav Michajlovič Molotov.
All'interno del trattato era anche presente un patto riguardante la spartizione della Polonia stessa tra URSS e Terzo Reich che, appena una settimana dopo, invasero contemporaneamente la nazione polacca dando inizio alla Campagna di Polonia, al termine della quale ebbero luogo i primi spostamenti della popolazione tedesca nei nuovi territori conquistati.

## Trasferimenti di popolazione 1939-1944
I trasferimenti pianificati furono annunciati per la prima volta nell'ottobre 1939.
I nazisti si proposero di incoraggiare il ritorno dei tedeschi etnici, i Volksdeutsche, dagli Stati baltici sfruttando la propaganda anche con l'uso di tecniche intimidatorie, cosa che portò alla partenza di decine di migliaia di sovietici. Coloro che se ne andarono non furono considerati come rifugiati, ma piuttosto come rispondenti alla chiamata del Führer. Per incoraggiare il sostegno a questo programma, i film di propaganda tedeschi come The Red Terror e Frisians in Peril descrissero i tedeschi come profondamente perseguitati nelle loro terre natie.
Le famiglie furono trasportate via mare dagli Stati baltici e in treno verso gli altri territori. Il governo tedesco dispose il trasferimento dei beni e degli oggetti personali, tutti i beni immobili furono venduti e il denaro raccolto dai nazisti non fu restituito alle famiglie. Si trattò di un atto intenzionale volto a separare gli sfollati dalla loro ex patria. Il valore degli immobili lasciati doveva essere compensato in contanti e in proprietà polacche nella Polonia occupata.
I tedeschi etnici trasportati furono inizialmente tenuti nei campi per la valutazione razziale e per evitare di mescolarsi con la popolazione nativa tedesca. Furono divisi in diversi gruppi: 
- A, Altreich, dovevano stabilirsi in Germania e non consentiva il trasferimento di aziende o imprese (per consentire una vigilanza più ravvicinata);
- S, Sonderfall, erano utilizzati come lavoratori forzati e non retribuiti;
- O, Ost-Fälle, la classificazione migliore, dovevano stabilirsi nel cosiddetto "Muro Orientale" (le regioni occupate per proteggere i tedeschi dall'Est) a cui era consentita l'autonomia.[10]

Questo ultimo gruppo, dopo aver trascorso qualche tempo nei campi profughi in Germania, fu trasferito nelle aree polacche annesse alla Germania nazista e nel distretto di Zamość, come deciso nel Generalplan Ost. Gli ordini di deportazione richiedevano che un numero sufficiente di polacchi fosse rimosso per fornire lo spazio necessario ad ogni colono (ad es. se fossero stati trasferiti venti panettieri tedeschi nazisti, venti panettieri polacchi sarebbero stati rimossi). I coloni furono spesso alloggiati nelle case polacche delle famiglie sfrattate così rapidamente che i loro pasti rimasero a metà sui tavoli e i bambini furono prelevati dai letti non ancora disfatti. Ai membri della Gioventù hitleriana e della Lega delle ragazze tedesche fu assegnato il compito di supervisionare questi sfratti per garantire che i polacchi lasciassero la maggior parte dei loro averi per l'uso da parte dei coloni. Una volta sistemati, iniziò il processo di germanizzazione.
I tedeschi etnici furono evacuati dai territori occupati dai sovietici nel 1940, in particolare dalla Bessarabia e da Estonia e Lettonia, in cui erano tradizionalmente presenti grandi minoranze etniche tedesche, anche se la maggior parte dei tedeschi baltici era già stata reinsediata alla fine del 1939, prima dell'occupazione sovietica del giugno 1940. Nella maggior parte dei casi, furono assegnate loro le aziende agricole prelevate ai 110.000 polacchi espulsi.
Tedeschi etnici reinsediati dalla Germania nazista 1939-1944
| Tedeschi etnici reinsediati da                       | Reinsediati in                              | Reinsediati in                 | Reinsediati in    | Reinsediati in | Reinsediati in | Reinsediati in |           |
|                                                      | Aree polacche annesse alla Germania nazista | Governatorato Generale/Polonia | Linea Oder–Neisse | Danzica        | Austria        | Cecoslovacchia | Totale    |
| ---------------------------------------------------- | ------------------------------------------- | ------------------------------ | ----------------- | -------------- | -------------- | -------------- | --------- |
| Aree polacche annesse all'Unione Sovietica           | 56.000                                      | 17.000                         | 46.000            | —              | 5.000          | —              | 124.000   |
| Chełm e Narew (Voivodato della Podlachia) in Polonia | 29.000                                      | 11.000                         | 2.000             | —              | —              | —              | 42.000    |
| Paesi baltici                                        | 87.000                                      | —                              | 40.000            | —              | —              | —              | 127.000   |
| Unione Sovietica                                     | 265.000                                     | 35.000                         | 70.000            | —              | —              | —              | 370.000   |
| Romania                                              | 128.000                                     | 12.000                         | 52.000            | —              | 20.000         | —              | 212.000   |
| Jugoslavia                                           | 10.000                                      | —                              | 10.000            | —              | 15.000         | —              | 35.000    |
| Reichsdeutsche ad ovest della Linea Oder–Neisse      | —                                           | 290.000                        | 225.000           | 15.000         | —              | 30.000         | 560.000   |
| Reichsdeutsche ad est della Linea Oder–Neisse        | —                                           | 380.000                        | —                 | —              | —              | 30.000         | 410.000   |
| Totale                                               | 575.000                                     | 745.000                        | 445.000           | 15.000         | 40.000         | 60.000         | 1.880.000 |